# Fatḩābād (ort i Kerman)
Fatḩābād (persiska: فتح آباد, Fatḩābād-e Yazdānābād) är en ort i Iran.   Den ligger i provinsen Kerman, i den centrala delen av landet, 700 km sydost om huvudstaden Teheran. Fatḩābād ligger 1 585 meter över havet och antalet invånare är 988.
Terrängen runt Fatḩābād är huvudsakligen platt, men norrut är den kuperad.Runt Fatḩābād är det glesbefolkat, med 15 invånare per kvadratkilometer. Fatḩābād är det största samhället i trakten. Trakten runt Fatḩābād är ofruktbar med lite eller ingen växtlighet.